# Amblypodia caelestis
Amblypodia caelestis är en fjärilsart som beskrevs av Johannes Karl Max Röber 1931. Amblypodia caelestis ingår i släktet Amblypodia och familjen juvelvingar. Inga underarter finns listade i Catalogue of Life.